# バンめし♪
『バンめし♪』は、コナミデジタルエンタテインメントによるメディアミックス企画。

## 概要
2018年3月31日に「ひなビタ♪ライブ2018 SWEET SMILE PARADE」のイベント上でプレ発表後、同年4月12日にティザーPVが正式公開された。
八萬町に住む少女たちがバンド『Blanc Bunny Bandit』（ブランバニーバンディット）を結成し、ブログやラジオ、生放送などさまざまな活動を行っていく。
タイトルの『バンめし♪』とは「バンドでめしを食べるのは大変なこと。」を縮めたものとなっている。
モデルとされる岐阜県郡上市（旧八幡町）の観光キャラクター、「およしちゃん」とのコラボレーションも行っている。

### スタッフ
- 企画 - TOMOSUKE
- キャラクターデザイン - CUTEG

## ストーリー
中部地方の山間部に位置する八萬町は、その古き良き町並みから「奥美濃の小京都」と呼ばれ、訪れる多くの観光客を魅了し続けている。そんな町に暮らす少女たちの前に謎の先生が現れ、ドラマチックな物語が始まる。

### シーズン1
八萬町からの脱出を思い描いていた夜風は4人バンド「Blanc Bunny Bandit」を結成する。そして動画での生配信やイベントへの参加などを通して白兎団の団員を着実に増やしていった。そしてついに団員が集結する「白兎団本部集会」が開かれた。

### シーズン2
八萬町で活動していた「Blanc Bunny Bandit」は、全国のライバルたちとバンド勝負を行う「ふるさとグランプリ（FGP）」へ出場することになった。FGPは全国のガールズバンド（看板娘たち）が地元の名所や名産品などで魅力をアピールし、ふるさとナンバーワンを決める祭典である。地区予選、県大会、エリア王決定戦を経て各エリアから1チームが選出され、全国大会が幕を開けた。

## 登場人物

### 白兎団
本企画の主役となる白兎団は、団長である白兎先生と『Blanc Bunny Bandit』のメンバー（以降BBBと記載）、その他団員によって構成される。
Blanc Bunny Bandit
作中で結成されるバンド。本作は彼女たちの視点で描かれる。
栗花落 夜風（つゆり よかぜ）
声 - 楠木ともり / 誕生日 - 5月7日
八萬町の老舗料亭『つゆり』の娘。高校1年生。ギターを担当。
吉廻 千代（よしざこ ちよ）
声 - 高橋未奈美  / 誕生日 - 8月13日
八萬町の高級老舗旅館『八萬館』の娘。高校1年生。風紀委員長と生徒会長を兼任。キーボードを担当。
黒川 亜理紗（くろかわ ありさ） / アリーシャ
声 - 安井咲希 / 誕生日 - 12月30日
八萬町の老舗味噌屋『黒川商店』の娘。小学生。ベースを担当。自称・通称はアリーシャ（様）。
百武 もなか（ひゃくたけ もなか）
声 - 田中貴子 / 誕生日 - 6月18日
八萬町の土産屋『百々屋（ももや）』の娘。亜理紗とは幼馴染の同級生。ドラムスを担当（シーズン2から。当初はタンバリンを担当していた）。

白兎先生（しろうさぎせんせい）
声 - ???
突如として少女たちの前に現れた謎の女性。白兎団の団長。

### ふるさとグランプリ出場者
各人の名前の後ろはステージネーム。

#### 全国大会Aブロック
Blanc Bunny Bandit
中部エリア王者（岐阜県 チーム八萬町）。「#白兎団」を参照。
Vanitas Lacrimosa（ヴァニタス・ラクリモサ）
九州沖縄エリア王者（佐賀県 チーム万里安）。メンバーはシルスヴァニラ修道院のシスター。ステージネームは修道院での呼び名に因む。
大友 華莉那（おおとも かりな） / カリーナ
声 - 伊波杏樹
修道院ではシスター・カリーナと呼ばれる。シスター見習いの16歳。ギターを担当。
立花 安奈（たちばな あんな） / アンナ
声 - 田辺留依
修道院ではシスター・アンナと呼ばれる。シスター見習いの15歳。ベースを担当。
江里口 絵里菜（えりぐち えりな） / エリーナ
声 - 岩井映美里
修道院を経営する修道会理事長の娘。修道院ではシスター・エリーナと呼ばれる。シスターの17歳。ドラムを担当。

メリー・バッド・メルヘン
北海道エリア王者（北海道 チーム北七）。メンバーは地元のテーマパーク・ノルデンメルヘングリム王国の現役キャスト。ステージネームはパーク内で演じる童話に因む。
秋月 れん（あきづき れん） / 赤ずきん
声 - 佐伯伊織 / 誕生日 - 6月6日
ノルデンメルヘングリム王国のオーナーの娘。パーク内では赤ずきんを演じ、キャストのまとめ役でもある。高校1年生。バンドネオンを担当。あいりからは「ヴェル嬢」と呼ばれている。
加賀美 あいり（かがみ あいり） / アリス
声 - 安齋由香里
パーク内では不思議の国のアリスを演じている。年齢は非公開。ウッドベースを担当。
新藤 れら（しんどう れら） / シンデレラ
声 - 山下七海 / 誕生日 - 10月31日
パーク内ではシンデレラを演じている。中学2年生。ショルダードラムを担当。自称は「れらぽよ」。

夜叉姫神楽（やしゃひめかぐら）
東北エリア王者（秋田県 チーム桜舘）。メンバーは全員武士の末裔。ステージネームは凛桜と美鶯は名前の一文字、千景のみ自身の先祖とされる戸沢盛安の異名「夜叉九郎」に因む。
戸沢 千景（とざわ ちかげ） / 夜叉姫
声 - 瀬戸麻沙美 / 誕生日 - 5月20日
かつては名門武家だったという醤油屋の娘。高校3年生。ベースを担当。ステージでは夜叉姫と名乗る。
小野崎 凛桜（おのさき りお） / さくら
声 - 長縄まりあ
老舗和菓子屋の娘。高校2年生。ドラムを担当。ステージではさくらと名乗る。
小野崎 美鶯（おのさき みお） / うぐいす
声 - 村川梨衣
凛桜の双子の妹。ギターを担当。ステージではうぐいすと名乗る。

#### 全国大会Bブロック
殺生石少女
関東エリア王者（栃木県 チーム湯本）。
怒羅轟音露悪道（ドラゴンロード）
近畿エリア王者（大阪府 チーム河内松原）。
さくら野リトル*フラワーズ
中国エリア王者（鳥取県 チーム倉野川）。日向美商店街のバンド練習スタジオ「リトルフラワースタジオ」に出入りしている高校生で構成されているガールズバンド。
鳥取県大会では準優勝であったが、優勝したチーム米子が辞退したことから繰り上げで県代表となった。
バンめし♪本編への登場はまだないが、「ひなビタ♪10周年メモリアルブック Bitter Memories」にメンバー2人のビジュアルが掲載されている。
三島神姫水軍
四国エリア王者（愛媛県 チーム大三島）。

#### 中濃地区予選〜岐阜県大会
天狗ギャル
チーム美濃加茂。女性3人組ユニット。中濃地区予選決勝でBBBと戦ったチームの一つ。
荒薙 天古（あらなぎ てんこ）
天狗ギャルのリーダー。古井の天狗山の神社の娘（千代曰く亜理紗、もなかと同じくらいの歳）で、古風な口調に加えて「ぎょは」という特徴的な口癖がある。また、いつも高下駄を履いている。
中濃地区予選後は一人で八萬町を訪れ、BBBと交流したり、県大会の応援に駆けつけたりしている。亜理紗の楽曲『栄光と粛清のマーチ』のPVにも登場している。
白兎☆レポートにおいては突然消えたり、突然現れるなどの描写が見られる。

刃物ガールズ
チーム関。中濃地区予選決勝でBBBと戦ったチームの一つ。
リーダーの孫六茜（まごろく あかね）は大手刃物メーカー「具印」の娘。亜理紗は両親に連れられて行ったパーティで見かけたことがあったが、中濃地区予選時点では気づいていなかった。また、天古とも友人関係にある。
地区予選では地元飯として、刃物に擬えたうなぎを載せた丼「刃物飯」を振る舞った。茜曰く「孫六兼元の一子相伝の鋭い味」。
織部むすめ
チーム多治見。BBBとは岐阜県大会１回戦で戦った。女性５人チーム。
サブリーダーの古田仙（ふるた せん）は織部流による茶の湯を研究・普及する「古田織部流茶道研究会」の一員。
楽市楽座
チーム岐阜。BBBとは岐阜県大会２回戦で戦った。大道芸によるパフォーマンスを行う。
金華山高校の大道芸歴史研究部の部長、副部長コンビで、副部長の明智は大道芸のインターハイで優勝経験のある実力者だが、部長の織田は明智曰く「運動神経もセンスも０」。
さるぼぼ姫
チーム飛騨高山。BBBとは岐阜県大会決勝で戦った。
姿を見たものはいないと噂されるチーム。

### その他の人物、グループ
moonbow
後藤由梨沙が率いるガールズバンドで、作中では世界的に知られる存在となっている。代表曲は「メリーゴーラウンド」。
夜風が好きなバンドとして度々言及されている。
前作「ひなビタ♪」にも登場する。
ここなつ
前作「ひなビタ♪」の中心人物。東雲夏陽（声 - 日南結里）、東雲心菜（声 - 小澤亜李）による双子のアイドルユニット。
作中では「miss you all」という全国ツアーを行っている最中、八萬町の総合文化センターでライブを行うこととなり、八萬町を訪れる。
ライブ終了後、併設して行われていた新町グルメフェスタを訪れ、出展していたBBBの面々と邂逅する。
邂逅に前後して千代がファンとなり、新曲について言及している。
日向美ビタースイーツ♪
前作「ひなビタ♪」の主要人物。山形まり花（声 - 日高里菜）、和泉一舞（声 - 津田美波）、春日咲子（声 - 山口愛）、芽兎めう（声 - 五十嵐裕美）、霜月凛（声 - 水原薫）によるガールズバンド。
本作では倉野川市を中心として活動していたこと、moonbowから尊敬を受けているバンドであること、ある時期から作中の時間軸に至るまでバンド活動がなくなってしまっていることなど、限られた情報しか知られていない。ここなつ側からも音信不通であるような描写がある。
さくら野リトル*フラワーズの拠点「リトルフラワースタジオ」はまり花の実家「サウダージ」の屋根裏で、日向美ビタースイーツ♪がかつてバンド練習を行っていた場所でもある。また、メンバーの2人は咲子とめうから指導を受けていたという。
白兎先生は音源やライブ映像を持っており、ここなつとBBBの邂逅後、度々BBBの面々に見せている。
岩崎結月（いわさき ゆづき）
千代の友人。老舗旅館の次期女将として修行中とのこと。倉野川市の隣町（三朝町）に住んでおり、日向美ビタースイーツ♪、さくら野リトル*フラワーズの情報を提供した。

## コンテンツ

### 白兎団活動報告
白兎団のメンバーが日々の活動内容や出来事をブログとして不定期に更新している。ストーリの展開は主にこちらで行われていたが、ふるさとグランプリの開催に伴い、バンドTwitter（#外部リンク参照）での情報発信に移っている。

### 白兎☆レポート
シーズン2から公式サイトで公開されている漫画。作画は八寸はてな。
白兎先生によるレポートという形で、ふるさとグランプリにおけるストーリーの補完、BBB以外のふるさとグランプリ出場者の掘り下げが行われている。

### となりのバンめし♪
シーズン2から公式サイトで公開されている４コマ漫画。作画は嶋江なが。
本編との関連は殆どない、シュールで不条理なギャグ漫画。
毎週金曜日、白兎☆レポートと本作のうちいずれかが公式サイトに掲載される。

### 白兎団本部放送
2018年10月3日より白兎団による生放送がスタート。第六回までは所謂バーチャルYoutuber形式の生放送であり、Live2Dを用いたキャラクターのアニメーションもついていた。放送中には楽曲の弾き語りも披露される。
| 放送回 | 放送日         | 出演者                 |
| ------ | -------------- | ---------------------- |
| 第1回  | 2018年10月3日  | 栗花落夜風             |
| 第2回  | 2018年10月29日 | 吉廻千代               |
| 第3回  | 2018年11月28日 | 黒川亜理紗             |
| 第4回  | 2018年12月19日 | 百武もなか             |
| 第5回  | 2019年4月25日  | 栗花落夜風、吉廻千代   |
| 第6回  | 2019年6月17日  | 黒川亜理紗、百武もなか |
| 第7回  | 2019年11月18日 | Blanc Bunny Bandit     |
| 第8回  | 2019年12月24日 | Blanc Bunny Bandit     |
| 第9回  | 2020年1月27日  | Blanc Bunny Bandit     |
| 第10回 | 2020年2月25日  | Blanc Bunny Bandit     |

### およしちゃんのバンめし♪おくれんかな？
2018年8月6日から12月31日まで、FM GIFUにて毎週月曜日 21:45 - 21:55 に放送されたラジオ番組。パーソナリティはおよしちゃん（声 - 若井友希）。放送翌日にYouTubeにてアーカイブが公開された。2019年7月24日に、放送された番組とブックレットを収録した『およしちゃんのバンめし♪おくれんかな？ RADIO CD』が発売された。
内容
およしちゃんとゲストが八萬町の美味しい食べ物を紹介する。
ゲスト
Vol.01 - 14：栗花落夜風、吉廻千代
Vol.15 - 22：黒川亜理紗、百武もなか

## ディスコグラフィ

### ビター・エスケープ
『ビター・エスケープ』は、2018年12月5日に発売のやぎぬまかなによるバンめし♪シーズン1のオープニングテーマ。発売レーベルはコナミデジタルエンタテインメント。
収録曲
作詞・作曲 - やぎぬまかな
1. ビター・エスケープ
  - 歌 - やぎぬまかな

2. ビター・エスケープ 〜夜風 edition〜
  - 歌 - 栗花落夜風（楠木ともり）

3. ビター・エスケープ 〜千代 edition〜
  - 歌 - 吉廻千代（高橋未奈美）

4. ビター・エスケープ 〜亜理紗 edition〜
  - 歌 - 黒川亜理紗（安井咲希）

5. ビター・エスケープ 〜もなか edition〜
  - 歌 - 百武もなか（田中貴子）

6. ビター・エスケープ (instrumental)

### 漂白脱兎
『漂白脱兎』（ひょうはくだっと）は、2019年3月13日に発売のBlanc Bunny Banditによるファーストアルバム。発売レーベルはコナミデジタルエンタテインメント。既存の曲に加え、デュオ曲とサウンドトラックも収録される。
収録曲
1. ビター・エスケープ
  - 作詞・作曲・編曲・歌 - やぎぬまかな

2. シンクロフィッシュ
  - 作詞・作曲・編曲 - やぎぬまかな / 歌 - Blanc Bunny Bandit［栗花落夜風（楠木ともり）］

3. 箱庭のエチュード
  - 作詞 - 斎藤モトキ / 作編曲 - 飯島快雪、斎藤モトキ / 歌 - Blanc Bunny Bandit［吉廻千代（高橋未奈美）］

4. たたえよ！絶対覇権アリーシャ帝国
  - 作詞 - 狐夢想 / 作編曲 - ARM / 歌 - Blanc Bunny Bandit［黒川亜理紗（安井咲希）］

5. おにぎりディスコ
  - 作詞・作曲・編曲 - やぎぬまかな / 歌 - Blanc Bunny Bandit［百武もなか（田中貴子）］

6. 漂白脱兎
  - 作詞・作曲・編曲 - やぎぬまかな / 歌 - Blanc Bunny Bandit

7. 全力ドラマティック
  - 作詞 - 夕野ヨシミ / 作編曲 - ARM / 歌 - Blanc Bunny Bandit

8. アバンギャルド・バンドガールズ
  - 作詞 - 狐夢想 / 作編曲 - ARM / 歌 - Blanc Bunny Bandit

9. ひふみで湯〜とぴあ♨
  - 作詞・作曲・編曲 - やぎぬまかな / 歌 - Blanc Bunny Bandit

10. 奥美濃八萬歌
  - 作詞・作曲・編曲 - TOMOSUKE / 歌 - 八萬伝統地区振興会
  - およしちゃんのバンめし♪おくれんかな？にて初披露

11. 脱出序幕
12. 待機セヨ
13. 白兎タイム
14. シンクロフィッシュ(本部放送ver.)
15. 箱庭のエチュード(本部放送ver.)
16. たたえよ！絶対覇権アリーシャ帝国(本部放送ver.)
17. おにぎりディスコ(本部放送ver.)

### 共鳴性白染自由主義
『共鳴性白染自由主義』（きょうめいせいはくせんじゆうしゅぎ）は、2020年3月18日に発売のBlanc Bunny Banditによるセカンドアルバム。発売レーベルはコナミデジタルエンタテインメント。コナミスタイル限定でブルーレイと特製ブックレットが付属する。
収録曲
CD
1. 共鳴性白染自由主義
  - 作詞・作曲・編曲 - やぎぬまかな / 歌 - Blanc Bunny Bandit
  - シーズン2のオープニングテーマ

2. 砂漠を泳ぐ
  - 作詞・作曲・編曲 - やぎぬまかな / 歌 - Blanc Bunny Bandit［栗花落夜風（楠木ともり）］

3. 栄光と粛清のマーチ
  - 作詞・作曲・編曲 - ワタナベタカシ / 歌 - Blanc Bunny Bandit［黒川亜理紗（安井咲希）］

4. もなかのクッキングソング
  - 作詞・作曲・編曲 - やぎぬまかな / 歌 - Blanc Bunny Bandit［百武もなか（田中貴子）］

5. 変革のプレリュード
  - 作詞 - やぎぬまかな / 作編曲 - 仁凪 / 歌 - Blanc Bunny Bandit［吉廻千代（高橋未奈美）］

6. OUR JOURNEY
  - 作詞・作曲・編曲 - やぎぬまかな / 歌 - Blanc Bunny Bandit

7. 翠緑と紅蓮
  - 作詞・作曲・編曲 - やぎぬまかな / 歌 - Blanc Bunny Bandit

8. 新世界ライオット
  - 作詞・作曲・編曲 - やぎぬまかな / 歌 - Blanc Bunny Bandit

9. 共鳴性白染自由主義 (instrumental)
10. 砂漠を泳ぐ (instrumental)
11. 栄光と粛清のマーチ (instrumental)
12. もなかのクッキングソング (instrumental)
13. 変革のプレリュード (instrumental)
14. OUR　JOURNEY (instrumental)
15. 翠緑と紅蓮 (instrumental)
16. 新世界ライオット (instrumental)

Blu-ray（コナミスタイル限定）
1. シンクロフィッシュ(本部放送ver.)
2. 箱庭のエチュード(本部放送ver.)
3. たたえよ！絶対覇権アリーシャ帝国(本部放送ver.)
4. おにぎりディスコ(本部放送ver.)
5. 漂白脱兎(本部放送ver.)
6. 全力ドラマティック(本部放送ver.)
7. 『バンめし♪』 ティザーPV
8. 共鳴性白染自由主義 (PV)
9. 砂漠を泳ぐ ショートVer. (PV)
10. 栄光と粛清のマーチ ショートVer. (PV)

### バンめし♪ ふるさとグランプリ

#### バンめし♪ ふるさとグランプリ ROUND1 〜春の陣〜
『バンめし♪ ふるさとグランプリ ROUND1 〜春の陣〜』は、2020年7月15日に発売のふるさとグランプリ第1弾のアルバム。発売レーベルはコナミデジタルエンタテインメント。
収録曲
1. 至上のラトゥーリア
  - 作詞 - 有里泉美 / 作曲・編曲 - 藤田淳平(Elements Garden) / 歌 - Vanitas Lacrimosa［アンナ（田辺留依）］

2. 逆さま♥シンデレラパレード
  - 作詞 - うさおりーぬ / 作曲・編曲 - m@sumi / 歌 - メリー・バッド・メルヘン［シンデレラ（山下七海）］

3. 御伽噺に幕切れを
  - 作詞・作曲・編曲 - 164 / 歌 - 夜叉姫神楽［夜叉姫（瀬戸麻沙美）］

4. ROOM
  - 作詞・作曲・編曲 - やぎぬまかな / 歌 - Blanc Bunny Bandit［栗花落夜風（楠木ともり）］
  - Gt. - qurosawa / Ba. - 大澤伸広 / Key. - 飯島快雪 / Ds. - ワタナベタカシ / mix - 赤井聡史 

5. 至上のラトゥーリア (game ver.)
6. 逆さま♥シンデレラパレード (game ver.)
7. 御伽噺に幕切れを (game ver.)
8. ROOM (game ver.)
9. 至上のラトゥーリア (instrumental)
10. 逆さま♥シンデレラパレード (instrumental)
11. 御伽噺に幕切れを (instrumental)
12. ROOM (instrumental)

#### バンめし♪ ふるさとグランプリ ROUND2 〜夏の陣〜
『バンめし♪ ふるさとグランプリ ROUND2 〜夏の陣〜』は、2020年9月16日に発売のふるさとグランプリ第2弾のアルバム。発売レーベルはコナミデジタルエンタテインメント。
収録曲
1. 叛逆のディスパレート
  - 作詞 - 有里泉美 / 作曲・編曲 - 藤田淳平(Elements Garden) / 歌 - Vanitas Lacrimosa［カリーナ（伊波杏樹）］

2. アリスサイド・キャスリング
  - 作詞 - kidlit / 作曲・編曲 - m@sumi / 歌 - メリー・バッド・メルヘン［アリス（安齋由香里）］

3. 花は折りたし梢は高し
  - 作詞・作曲・編曲 - 164 / 歌 - 夜叉姫神楽［さくら（長縄まりあ）］

4. 追憶のアリア
  - 作詞・作曲・編曲 - 辻林美穂 / 歌 - Blanc Bunny Bandit［吉廻千代（高橋未奈美）］

5. 叛逆のディスパレート (game ver.)
6. アリスサイド・キャスリング (game ver.)
7. 花は折りたし梢は高し (game ver.)
8. 追憶のアリア (game ver.)
9. 叛逆のディスパレート (instrumental)
10. アリスサイド・キャスリング (instrumental)
11. 花は折りたし梢は高し (instrumental)
12. 追憶のアリア (instrumental)

#### バンめし♪ ふるさとグランプリ ROUND3 〜秋の陣〜
『バンめし♪ ふるさとグランプリ ROUND3 〜秋の陣〜』は、2020年12月16日に発売のふるさとグランプリ第3弾のアルバム。発売レーベルはコナミデジタルエンタテインメント。
収録曲
1. イノセントバイブル
  - 作詞 - 有里泉美 / 作曲・編曲 - 藤間仁(Elements Garden) / 歌 - Vanitas Lacrimosa［エリーナ（岩井映美里）］

2. Red Cape Theorem
  - 作詞 - くりむ / 作曲・編曲 - m@sumi / 歌 - メリー・バッド・メルヘン［赤ずきん（佐伯伊織）］

3. ウソツキ横丁は雨模様
  - 作詞・作曲・編曲 - 164 / 歌 - 夜叉姫神楽［うぐいす（村川梨衣）］

4. ハラショー！おにぎりサーカス団☆
  - 作詞 - まろん(IOSYS) / 作編曲 - ARM(IOSYS) / 歌 - Blanc Bunny Bandit

5. イノセントバイブル (game ver.)
6. Red Cape Theorem (game ver.)
7. ウソツキ横丁は雨模様 (game ver.)
8. ハラショー！おにぎりサーカス団☆ (game ver.)
9. イノセントバイブル (instrumental)
10. Red Cape Theorem (instrumental)
11. ウソツキ横丁は雨模様 (instrumental)
12. ハラショー！おにぎりサーカス団☆ (instrumental)

### 配信
iTunes Store他各配信サイトにて配信。
- 2018年10月24日配信 / シンクロフィッシュ / Blanc Bunny Bandit［栗花落夜風（楠木ともり）］
- 2018年12月5日配信 / 箱庭のエチュード / Blanc Bunny Bandit［吉廻千代（高橋未奈美）］
- 2018年12月26日配信 / たたえよ！絶対覇権アリーシャ帝国 / Blanc Bunny Bandit［黒川亜理紗（安井咲希）］
- 2019年1月16日配信 / おにぎりディスコ / Blanc Bunny Bandit［百武もなか（田中貴子）］
- 2019年9月15日配信 / 共鳴性白染自由主義 / Blanc Bunny Bandit[メンバー 1]
- 2019年11月20日配信 / 砂漠を泳ぐ / Blanc Bunny Bandit［栗花落夜風（楠木ともり）］
- 2019年12月25日配信 / 栄光と粛清のマーチ / Blanc Bunny Bandit［黒川亜理紗（安井咲希）］
- 2020年1月29日配信 / もなかのクッキングソング / Blanc Bunny Bandit［百武もなか（田中貴子）］
- 2020年2月26日配信 / 変革のプレリュード / Blanc Bunny Bandit［吉廻千代（高橋未奈美）］

## ライブ・イベント
| 日付          | タイトル                                      | 会場     | 出演者             |
| ------------- | --------------------------------------------- | -------- | ------------------ |
| 2019年7月14日 | 白兎団本部集会〜Blanc Bunny Bandit 1st LIVE〜 | 新宿ReNY | Blanc Bunny Bandit |

## 音楽ゲームへの収録

### アーケードゲーム
音楽ゲーム『BEMANI』シリーズのアーケードゲーム作品では以下のタイトルで『バンめし♪』の楽曲が2018年7月13日より順次収録されている。
『GITADORA GuitarFreaks&DrumMania』シリーズ（以下「GITADORA」）
2018年7月13日以降より『GITADORA Matixx』にて収録開始。『GITADORA』初回配信曲かつBEMANI初収録曲は「ビター・エスケープ」。
『jubeat』シリーズ（以下「jubeat」）
2019年7月1日以降より『jubeat festo』にて収録開始。『jubeat』初回配信曲は「ビター・エスケープ」。
『pop'n music』シリーズ（以下「pop'n」）
2020年6月25日以降より『pop'n music peace』にて収録開始。『pop'n』初回配信曲は「ふるさとグランプリ ROUND 1」の4曲。
『DanceDanceRevolution』シリーズ（以下「DDR」）
2020年7月1日以降より『DanceDanceRevolution A20 PLUS』にて収録開始。『DDR』初回配信曲は「ふるさとグランプリ ROUND 1」の4曲。
『SOUND VOLTEX』シリーズ（以下「SDVX」）
2020年7月1日以降より『SOUND VOLTEX VIVID WAVE』にて収録開始。『SDVX』初回配信曲は「ふるさとグランプリ ROUND 1」の4曲。
『ノスタルジア』（以下「NOS」）
2020年7月2日以降より『ノスタルジア Op.3』にて収録開始。『NOS』初回配信曲は「ふるさとグランプリ ROUND 1」の4曲。
○:収録、△:隠し曲として収録（後に無条件解禁済みのものは○で表記）、-:未収録、予:収録予定
| 楽曲名                           | バンド                   | ボーカル              | ギタドラ | jubeat | pop'n | DDR | SDVX | NOS |
| -------------------------------- | ------------------------ | --------------------- | -------- | ------ | ----- | --- | ---- | --- |
| ビター・エスケープ               | （テーマ曲）             | やぎぬまかな          | ○        | △      | -     | -   | -    | -   |
| シンクロフィッシュ               | Blanc Bunny Bandit       | 栗花落夜風            | ○        | △      | -     | -   | -    | -   |
| 箱庭のエチュード                 | Blanc Bunny Bandit       | 吉廻千代              | ○        | △      | -     | -   | -    | -   |
| たたえよ！絶対覇権アリーシャ帝国 | Blanc Bunny Bandit       | 黒川亜理紗            | ○        | △      | -     | -   | -    | -   |
| おにぎりディスコ                 | Blanc Bunny Bandit       | 百武もなか            | ○        | △      | -     | -   | -    | -   |
| 至上のラトゥーリア               | Vanitas Lacrimosa        | 立花安奈              | ○        | -      | ○     | ○   | ○    | ○   |
| 逆さま♥シンデレラパレード        | メリー・バッド・メルヘン | 新藤れら              | ○        | -      | ○     | ○   | ○    | ○   |
| 御伽噺に幕切れを                 | 夜叉姫神楽               | 戸沢千景              | ○        | -      | ○     | ○   | ○    | ○   |
| ROOM                             | Blanc Bunny Bandit       | 栗花落夜風            | ○        | -      | ○     | ○   | ○    | ○   |
| 叛逆のディスパレート             | Vanitas Lacrimosa        | 大友華莉那            | ○        | -      | ○     | △   | ○    | △   |
| アリスサイド・キャスリング       | メリー・バッド・メルヘン | 加賀美あいり          | -        | -      | ○     | △   | ○    | △   |
| 花は折りたし梢は高し             | 夜叉姫神楽               | 小野崎凛桜            | -        | -      | ○     | △   | ○    | △   |
| 追憶のアリア                     | Blanc Bunny Bandit       | 吉廻千代              | ○        | -      | ○     | △   | ○    | △   |
| イノセントバイブル               | Vanitas Lacrimosa        | 江里口絵里菜          | ○        | -      | ○     | △   | -    | △   |
| Red Cape Theorem                 | メリー・バッド・メルヘン | 秋月れん              | -        | -      | ○     | △   | -    | △   |
| ウソツキ横丁は雨模様             | 夜叉姫神楽               | 小野崎美鶯            | ○        | -      | ○     | △   | -    | △   |
| ハラショー！おにぎりサーカス団☆  | Blanc Bunny Bandit       | 黒川亜理紗 百武もなか | ○        | -      | ○     | △   | -    | △   |

### ユニットメンバー
1. 1 2 3 4 5 6 7 8 9 10 11 12  栗花落夜風（楠木ともり）、吉廻千代（高橋未奈美）、黒川亜理紗（安井咲希）、百武もなか（田中貴子）
2. 1 2  栗花落夜風（楠木ともり）、吉廻千代（高橋未奈美）
3. ↑  黒川亜理紗（安井咲希）、百武もなか（田中貴子）
4. ↑  栗花落夜風（楠木ともり）、黒川亜理紗（安井咲希）
5. ↑  吉廻千代（高橋未奈美）、百武もなか（田中貴子）
6. ↑  栗花落夜風（楠木ともり）、百武もなか（田中貴子）
7. ↑  吉廻千代（高橋未奈美）、黒川亜理紗（安井咲希）
8. ↑  アリーシャ（安井咲希）、もなか（田中貴子）